# Theodor von Fircks
Theodor Baron von Fircks (russisch Фёдор Иванович Фиркс Fjodor Iwanowitsch Firks; bekannt unter dem Pseudonym D. K. Schédo-Ferroti;) (* 7. April 1812 in  Kalwen in Kurland, heute Kalvene, Bezirk Liepāja, Lettland; † 22. Oktober 1872 in Dresden) war ein deutsch-baltischer Ingenieur-Offizier und Schriftsteller.

## Leben
Baron Fircks, als Schriftsteller bekannt unter dem Namen D. K. Schédo-Ferroti (russisch Шедо-Ферроти), bildete sich auf der Militärschule in Sankt Petersburg zum Ingenieuroffizier aus und war als solcher im Brücken- und Eisenbahnbau bis 1859 in Südrussland tätig. Ein Ergebnis der hierbei gemachten Studien war das Werk Lettres sur les chemins de fer en Russie (2. Aufl., Berlin 1858; deutsch, Riga u. Dresden 1858).
Als Schriftsteller wurde er in weiteren Kreisen bekannt durch seine Études sur l'avenir de la Russie (Berlin 1858 ff.), von denen insbesondere der erste Teil La libération des paysans (4. Aufl., Berlin 1859), dann der neunte Le nihilisme en Russie (Berlin 1867) Aufsehen erregten.
Letztere Schrift ist reich an interessanten Mitteilungen über die russische Gesellschaft, über die Deutschen in Russland etc. In derselben bezeichnete er den russischen Unterrichtsminister Alexander Wassiljewitsch Golowin als den „Vater des Nihilismus“.
Nachdem Fircks inzwischen eine Stellung als diplomatischer Handelsagent Russlands in Brüssel erhalten hatte, musste er 1863, als er in einer im Interesse Polens veröffentlichten Broschüre Lettre d’un patriote polonais au gouvernement national de la Pologne publiée avec une préface et quelques notes explicatives par D. K. Schédo-Ferroti (Paris; Bruxelles; Leipzig; Berlin 1863) die gegen dieses Land angewandte Politik angriff, seinen Abschied nehmen.
Er lebte hierauf bis zu seinem Tod in Dresden.

## Werke
- Le patrimoine du peuple. Berlin 1868 (worin er die Aufhebung des Gemeindeeigentums vorschlug).
- Lettres sur l'instruction populaire en Russie. Leipzig 1869.
- Die Internationale Arbeiterbewegung: populäre Betrachtungen. Behr, Berlin 1872.